# Modi (santuario)
Modi (en griego, Μόδι) es un monte y un yacimiento arqueológico de Grecia ubicado en la isla de Creta, en la unidad periférica de Lasithi y en el municipio de Sitía. 
En este yacimiento arqueológico se han encontrado restos de un santuario minoico de montaña. Se componía de una estructura al aire libre y un edificio rectangular adosado que se construyó en época posterior. A este último edificio se le ha denominado «casa del sacerdote». Los hallazgos incluyen cerámica, otros recipientes, una figurilla masculina de terracota, figurillas de animales como toros y carneros, tierra negra y cenizas. Se cree que era un lugar de culto de los residentes en el asentamiento minoico que se hallaba en Palekastro.